# Cuneo (tỉnh)
Cuneo là một tỉnh ở tây nam vùng Piemonte của Italia. Phía tây tỉnh này giáp với vùng Provence-Alpes-Côte d'Azur của Pháp (các department Alpes-Maritimes, Alpes-de-Haute-Provence và Hautes-Alpes). 
Phía bắc giáp tỉnh Turin.
Phía đông giáp tỉnh Asti.
Phía nam giáp với các tỉnh Liguria Savona và Imperia.
Tỉnh cũng được người Ý gọi là Provincia Granda (tỉnh lớn) do đây là tỉnh lớn thứ 3 Ý (sau Bolzano và Foggia).

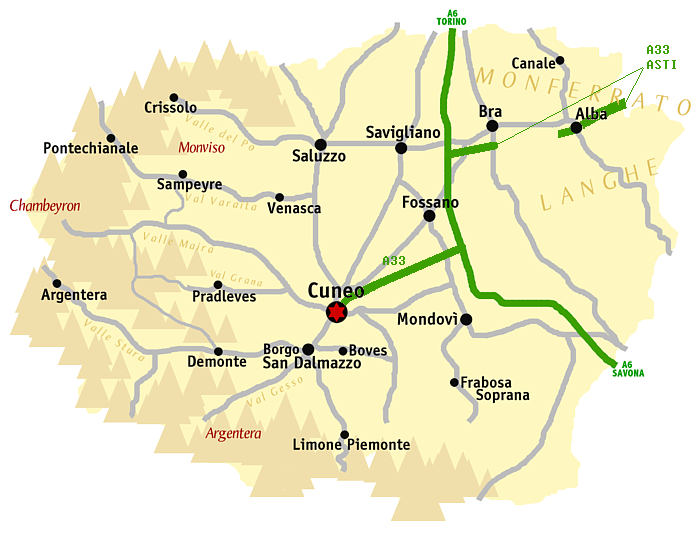
Bản đồ tỉnh Cuneo.

Tỉnh lỵ là thành phố Cuneo. Có 250 đô thị trong tỉnh, các đô thị lớn nhất xếp theo dân số là:
| Đô thị             | Dân số |
| ------------------ | ------ |
| Cuneo              | 54.853 |
| Alba               | 30.181 |
| Bra                | 28.890 |
| Fossano            | 24.224 |
| Mondovì            | 22.092 |
| Savigliano         | 20.510 |
| Saluzzo            | 16.244 |
| Borgo San Dalmazzo | 11.761 |
| Racconigi          | 9.,838 |
| Busca              | 9.687  |
| Boves              | 9.536  |
| Cherasco           | 7.633  |
| Barge              | 7.584  |
| Dronero            | 7.127  |